# Roncal – Erronkari
Roncal – Erronkari település Spanyolországban, Navarra autonóm közösségben. Roncal – Erronkari Urzainqui, Isaba, Garde, Burgui – Burgi, Vidángoz – Bidankoze és Uztárroz – Uztarroze községekkel határos. Lakosainak száma 214 fő (2024).

## Népesség
A település népessége az elmúlt években az alábbi módon változott:
| Lakosok száma | 349  | 308  | 296  | 258  | 254  | 246  | 210  | 211  | 206  | 214  |
|               | 2001 | 2004 | 2006 | 2009 | 2011 | 2014 | 2016 | 2019 | 2021 | 2024 |